# Хофман, Курт
Курт Бертра́н Па́уль Хо́фман (нем. Kurt Bertrand Paul Hoffmann; 12 ноября 1910, Фрайбург-им-Брайсгау, Баден-Вюртемберг, Германия — 25 июня 2001, Мюнхен, Бавария, Германия) — немецкий кинорежиссёр, сценарист, продюсер и монтажёр.

## Биография
Родился в семье известного кинооператора Карла Хофмана. С детских лет впитал атмосферу кино, ибо воспитывался в павильонах студии УФА. Проблемы выбора профессии у него, по сути, не было. Сначала он становится ассистентом режиссёра у Эриха Хареля, Роберта Сиодмака, Рейнгольда Шюнцеля и других. В 1939 году дебютирует в большом кино («Рай холостяков»). В его ранних фильмах снимался Хайнц Рюман. В 1944 году был призван в армию, на Западный фронт, но вскоре попал в плен. После освобождения возвращается к профессии, обосновавшись в Мюнхене. Известен в основном как комедиограф, обращавшийся зачастую к немецкой литературной классике. В частности, автор трилогии о Шпессарте. Звездой его поздних фильмов по праву считается Лизелотта Пульвер. Окончил свою кинематографическую карьеру в 1971 году, уйдя работать на телевидение.

## Фильмография

### Режиссёр
- 1938 — / Der Skarabäus (к/м)
- 1939 — Рай холостяков / Paradies der Junggesellen
- 1939 — Ура! Я папа! / Hurra, ich bin Papa!
- 1941 — Квакс — незадачливый пилот / Quax, der Bruchpilot
- 1943 — / Kohlhiesels Töchter
- 1943 — Я доверяю тебе свою жену / Ich vertraue Dir meine Frau an
- 1943 — / Ich werde dich auf Händen tragen
- 1949 — Тайное рандеву / Heimliches Rendezvous
- 1950 — / Fünf unter Verdacht
- 1950 — / Der Fall Rabanser
- 1950 — Такси-Китти / Taxi-Kitty
- 1951 — Фанфары любви / Fanfaren der Liebe
- 1951 — Царица ночи / Königin einer Nacht
- 1952 — Форточник / Klettermaxe
- 1952 — Уик-энд в раю / Wochenend im Paradies
- 1953 — / Musik bei Nacht
- 1953 — Фокус-покус / Hokuspokus
- 1953 — / Moselfahrt aus Liebeskummer
- 1954 — Похищение сабинянок / Der Raub der Sabinerinnen
- 1954 — Летающий класс / Das fliegende Klassenzimmer (по Эриху Кестнеру)
- 1954 — Фейерверк / Feuerwerk
- 1955 — Трое на снегу / Drei Männer im Schnee (по Эриху Кестнеру)
- 1955 — Я часто думаю о Пирошке / Ich denke oft an Piroschka
- 1956 — / Heute heiratet mein Mann
- 1957 — Зальцбургские истории / Salzburger Geschichten (по Эриху Кестнеру)
- 1957 — Признания авантюриста Феликса Круля / Bekenntnisse des Hochstaplers Felix Krull (по одноимённому роману Томаса Манна)
- 1957 — Харчевня в Шпессарте / Das Wirtshaus im Spessart (по сказке Вильгельма Гауфа)
- 1958 — Мы — дети чуда / Wir Wunderkinder (в советском прокате «Мы — вундеркинды», по повести Хуго Хартунга[нем.] «Дети чуда»)
- 1959 — / Der Engel, der seine Harfe versetzte
- 1959 — / Das schöne Abenteuer
- 1960 — Страх перед сценой / Lampenfieber
- 1960 — Привидения в замке Шпессарт / Das Spukschloß im Spessart
- 1961 — Брак господина Миссиссиппи / Die Ehe des Herrn Mississippi
- 1962 — Белоснежка и семь жонглеров / Schneewittchen und die sieben Gaukler
- 1963 — Любовь хочет учиться / Liebe will gelernt sein (по Эриху Кестнеру)
- 1963 — Замок Грипсхольм / Schloß Gripsholm (по роману Курта Тухольского)
- 1965 — Доктор медицины Хиоб Преториус / Dr. med. Hiob Prätorius
- 1965 — Дом на Карпфенгассе / Das Haus in der Karpfengasse (по роману Моше Бен-Габриэля[нем.])
- 1965 — Фокус-покус, или Как я заставляю своего мужа исчезнуть? / Hokuspokus oder: Wie lasse ich meinen Mann verschwinden…?
- 1966 — Лизелотта из Пфальца / Liselotte von der Pfalz
- 1967 — Прекрасные времена в Шпессарте / Herrliche Zeiten im Spessart
- 1967 — Райнсберг / Rheinsberg (по роману Курта Тухольского)
- 1968 — Каждое утро в семь, мир по-прежнему в порядке / Morgens um Sieben ist die Welt noch in Ordnung
- 1969 — Завтра в семь мир ещё будет в порядке / Ein Tag ist schöner als der andere
- 1971 — Капитан / Der Kapitän

### Сценарист
- 1957 — Зальцбургские истории / Salzburger Geschichten
- 1957 — Харчевня в Шпессарте / Das Wirtshaus im Spessart
- 1961 — Брак господина Миссиссиппи / Die Ehe des Herrn Mississippi
- 1969 — Завтра в семь мир ещё будет в порядке / Ein Tag ist schöner als der andere

### Продюсер
- 1963 — Любовь хочет учиться / Liebe will gelernt sein
- 1963 — Замок Грипсхольм / Schloß Gripsholm
- 1967 — Прекрасные времена в Шпессарте / Herrliche Zeiten im Spessart
- 1967 — Райнсберг / Rheinsberg

### Монтажёр
- 1963 — Замок Грипсхольм / Schloß Gripsholm

## Награды
- 1957 — номинация на приз «Хрустальный глобус» кинофестиваля в Карловых Варах («Признания авантюриста Феликса Круля»)
- 1958 — номинация на приз «Золотая пальмовая ветвь» 11-го Каннского кинофестиваля («Харчевня в Шпессарте»)
- 1959 — Золотая медаль Первого Московского международного кинофестиваля («Мы — дети чуда»)
- 1961 — номинация на приз «Золотой медведь» 11-го Берлинского международного кинофестиваля («Брак господина Миссиссиппи»)
- 1961 — номинация на «Главный приз» Второго Московского международного кинофестиваля («Привидения в замке Шпессарт»)
- 1961 — «Серебряный приз» Второго Московского международного кинофестиваля («Привидения в замке Шпессарт»)